# Afonso de Castro
Afonso de Castro (Lamego, 11 de Janeiro de 1824 — Leiria, 3 de Maio de 1885) foi um militar, administrador colonial, político e jornalista que, entre outras funções, foi deputado às Cortes, governador de Timor (1859 a 1863), governador civil do Distrito do Funchal, na Madeira (1877 a 1879), e governador civil do Distrito de Angra do Heroísmo, nos Açores (10 de Maio de 1881 a 23 de Maio de 1883). Foi sócio da Sociedade de Geografia de Lisboa, do Instituto Vasco da Gama, de Goa, e da Sociedade de Ciências e Artes, de Batávia.

## Biografia
Frequentou o Colégio Militar. Destinado à carreira militar, Afonso de Castro frequentou o curso preparatório ministrado pela Escola Politécnica de Lisboa e em 1842 iniciou o curso da Escola do Exército para a carreira de oficial de infantaria do Exército Português. Concluiu a sua formação militar no ano de 1845, foi promovido a alferes e no ano seguinte colocado na guarnição de Bragança. Em Outubro desse ano foi transferido para a cidade do Porto.
Essa transferência coincidiu com o levantamento setembrista das tropas do Porto contra o governo cartista presidido pelo Marechal Saldanha. Afonso de Castro apoiou os revoltosos, sendo nomeado ajudante de ordens da Junta Governativa do Porto ali constituída.
Quando o levantamento desembocou na breve guerra civil da Patuleia, lutou na facção setembrista até ela ser esmagada pela intervenção das forças estrangeiras da Quádrupla Aliança, chamadas pela rainha D. Maria II. Quando a 30 de Junho de 1847 as tropas espanholas entraram no Porto, Afonso de Castro acompanhou os negociadores do partido insurrecto que foram enviados para obter um acordo de paz. Nessas funções participou na elaboração da Convenção de Gramido, o acordo de rendição setembrista que pôs termo às hostilidades.
A partir de do início de 1851 Afonso de Castro retirou-se para Marco de Canaveses, vivendo com o seu irmão Macário de Castro, mudando-se seguidamente para Coimbra, onde o seu irmão Henrique de Castro era estudante da Universidade. Nesse ano rebelou-se parte do Exército, agora numa insurreição chefiada pelo Duque de Saldanha, que entretanto passara a apoiar os setembristas. Afonso de Castro incorporou-se no Corpo de Caçadores que então se formou em apoio à facção revoltosa, mas, por ter sido apoiante destacado da Junta Governativa do Porto, não foi bem recebido entre os revoltosos, encontrando tais resistências à sua participação que o obrigaram a abandonar as tropas antes dos insurrectos terem entrado em Lisboa e conquistado o poder.
Quando a Regeneração se consolidou no poder, Afonso de Castro decidiu dedicar-se ao jornalismo. Passou a colaborar com diversos periódicos, entre os quais a Esperança. Quando este último título deixou de se publicar, fundou com Teixeira de Vasconcelos um novo periódico, intitulado O Arauto.
Em 1854 Afonso de Castro foi eleito deputado às Cortes pelo círculo eleitoral de Timor e em 1858 nomeado governador daquele território. Apenas tomou posse das funções em 29 de Abril de 1859, pois entretanto desempenhara as funções de secretário da comissão que conduziu as negociações diplomáticas com os Países Baixos destinadas a fixar as fronteiras entre os territórios portugueses e neerlandeses na ilha de Timor. O tratado então assinado, conhecido pelo Tratado de Lisboa (1859), estabeleceu com alguma segurança a divisão territorial entre as possessões portuguesas e neerlandesas nas Pequenas Ilhas de Sunda e ratificou a troca dos estabelecimentos portugueses de Solor e Flores pelo enclave de Maubara, que fora ilegalmente aceite em 1851 pelo governador Lopes de Lima.
Afonso de Castro permaneceu no cargo de Governador de Timor até Abril de 1863. Durante o seu mandato ocorreu a rebelião timorense de 1861, quando os reinos de Laclo e Ulmera, descontentes com o pagamento de impostos, se levantaram em armas contra o domínio português. Apesar de não haver coordenação entre os dois reinos rebeldes, a cidade de Dili, capital do território, foi seriamente ameaçada, o que obrigou Afonso de Castro a solicitar o apoio das forças neerlandesas estacionadas na vizinha colónia das Molucas.
Quando os insurrectos foram derrotados, Afonso de Castro tomou a decisão, sem precedentes na história colonial da ilha, de autorizar que em Dili se realizassem os festejos tradicionais de vitória, durante os quais as cabeças decepadas dos líderes rebeldes foram paradeadas e oferecidas ao governador.
Para melhorar os rendimentos da colónia, Afonso de Castro apoiou o aparecimento de numerosas plantações de café, a que se seguiram outras medidas de fomento da agricultura, artesanato e comércio, e uma reorganização administrativa que incluiu a fundação de um colégio para os filhos dos liurais. Esta reforma inclui a apresentação do primeiro orçamento formal do território, com a discriminação das suas receitas fiscais e despesas públicas e o cálculo da respectiva balança comercial externa. Deve-se também a Afonso de Castro a realização do primeiro estudo histórico sobre a província de Timor.
A reorganização administrativa, iniciada em 1860, levou ao agrupamento dos 47 pequenos reinos timorenses em 10 distritos militares e administrativos. Cada distrito incluía um comando militar e um administrador civil. Em cada distrito foram instalados postos militares, com pequenas guarnições, levando a uma ocupação do território bem mais eficaz que a anterior e reduzindo substancialmente a independência dos reinos tradicionais e o poder dos liurais, até então quase ilimitados.
Em 1863 foi formado no exclave sob domínio português no leste da ilha o distrito de Oecussi-Ambeno, agrupando os reinos de Oecussi e de Ambeno, medida acompanhada pela formação de um comando militar próprio naquele território.
Quando em Abril de 1863 regressou a Portugal, Afonso de Castro foi colocado no Ministério da Marinha e Ultramar, continuando o seu trabalho de investigação da história do Timor Português.
Em 1865 casou com Virgínia Cañete y Moral, filha do cônsul espanhol em Lisboa, e em Agosto desse ano foi eleito deputado às Cortes, desta feita pelo círculo eleitora de Moimenta da Beira, cargo que exerceu até à dissolução parlamentar de 1868.
A 14 de Maio de 1870 foi nomeado 20.º Governador Civil do Distrito do Funchal, no arquipélago da Madeira, mas oito dias depois, a 21 de Maio, foi demitido, quando um novo golpe liderado pelo Marechal Saldanha derrubou o governo. Decidiu então passar à aposentação, como coronel, fixando-se com a sua família em Lagos, onde o seu sogro tinha propriedades.
Abandonou a aposentação alguns anos depois, ao aceitar ser nomeado 23.º Governador Civil do Funchal, cargo que exerceu de 24 de Novembro de 1877 a 9 de Junho de 1879. Em 1881 foi nomeado Governador Civil de Angra do Heroísmo, cargo que exerceu até 1883, ano em que resolveu regressar a Lagos por motivos de saúde. Mudou-se pouco depois para Leiria, onde faleceu em 1885.
Afonso de Castro é autor de múltiplos artigos, incluindo interessantes descrições das suas viagens às Molucas, Celebes, Java e no interior de Timor. Publicou diversas monografias, entre as quais As Possessões Portuguesas na Oceânia (Lisboa, 1867), obra que inclui uma das primeiras descrições modernas de Timor, incluindo a lista dos 47 reinos que existiram na parte leste da ilha.
O seu nome perdura na toponímia portuguesa, em nomes de arruamentos.